# Manbuta turbida
Manbuta turbida là một loài bướm đêm trong họ Erebidae.